# Hôtel Redmont
L'hôtel Redmont (en anglais : Redmont Hotel) est un hôtel américain situé à Birmingham, dans l'Alabama. Ouvert en 1925, cet établissement inscrit au Registre national des lieux historiques depuis le 27 janvier 1983 est membre des Historic Hotels of America et des Historic Hotels Worldwide depuis 2016.